# سابرينا جيفريز
سابرينا جيفريز (بالإنجليزية: Sabrina Jeffries)‏ (21 أغسطس 1960، نيو أورلينز في الولايات المتحدة)؛ كاتِبة وروائية أمريكية.